# Odó de Poitiers

França 1030

Eudes o Odó (1012-1039) fou duc de Gascunya (1032-1039), comte de Poitiers i duc d'Aquitània (1038-1039). El 1032 Sanç V Guillem de Gascunya va morir i Eudes o Odó va heretar el tron de Gascunya. El seu germanastre Guillem IV de Poitiers i VI d'Aquitània va morir el 15 de desembre de 1038 i no va deixar fills del seu matrimoni amb Eustàquia i el duc Odó o Eudes de Gascunya (conegut també com a Odó de Poitiers), va reclamar la successió com a legítim hereu de Guillem V d'Aquitània el Gran, amb la segona esposa d'aquest (i la seva mare) Brisca, germana de Sanç V Guillem de Gascunya. Agnès de Borgonya també reclamava el ducat de Poitiers i ducat d'Aquitània pel seu fill Guillem VII i va aconseguir mobilitzar altre cop als seus partidaris. Odó o Eudes va aixecar un exèrcit i va sortir de Bordeus avançant cap al nord, i va morir el 10 de març de 1039 en l'atac a la plaça forta de Mauzé al sud de Poitou. Fou enterrat a l'abadia de Maillezais. Llavors Guillem VII fou reconegut com a duc d'Aquitània i comte de Poitiers. En canvi el ducat de Gascunya va passar a Bernat Tumapaler, comte d'Armanyac, que era fill d'Adalais, germana d'Eudes o Odó.